# Rząd Ilie Bolojana
Rząd Ilie Bolojana – rząd Rumunii funkcjonujący od 23 czerwca 2025.
Zastąpił drugi gabinet Marcela Ciolacu, który powstał kilka tygodni po wyborach parlamentarnych z 1 grudnia 2024 w trakcie kryzysu politycznego związanego z wynikami pierwszej tury wyborów prezydenckich z 24 listopada 2024 oraz ich unieważnieniem przez Trybunał Konstytucyjny decyzją z 6 grudnia tegoż roku (dwa dni przed planowaną drugą turą głosowania). Ostatecznie porozumienie podpisały Partia Socjaldemokratyczna (PSD), Partia Narodowo-Liberalna (PNL) i Demokratyczny Związek Węgrów w Rumunii (UDMR), a także frakcja mniejszości narodowych. Gabinet rozpoczął funkcjonowanie tego samego dnia. Na początku maja 2025, po porażce koalicyjnego kandydata Crina Antonescu z PNL w pierwszej turze kolejnych wyborów prezydenckich, Marcel Ciolacu ogłosił swoją dymisję z funkcji premiera. 6 maja 2025 odszedł z rządu, a pełniącym obowiązki premiera został Cătălin Predoiu.
20 czerwca 2025, po przeprowadzonych rozmowach nad powołaniem kolejnego gabinetu, nowy prezydent Nicușor Dan na funkcję premiera desygnował Ilie Bolojana z Partii Narodowo-Liberalnej. Porozumienie koalicyjne podpisały PSD, PNL, UDMR i Związek Zbawienia Rumunii (USR), a także frakcja mniejszości narodowych. 23 czerwca nowy rząd został zatwierdzony przez parlament (za zagłosowało 301 posłów do Izby Deputowanych oraz członków Senatu), a jego członkowie zostali zaprzysiężeni przez prezydenta.

## Skład rządu
- Premier: Ilie Bolojan (PNL)[10]
- Wicepremier: Marian Neacșu (PSD)
- Wicepremier: Barna Tánczos (UDMR)
- Wicepremier: Dragoș Anastasiu (bezp.)
- Wicepremier, minister spraw wewnętrznych: Cătălin Predoiu (PNL)
- Wicepremier, minister obrony narodowej: Ionuț Moșteanu (USR)
- Minister transportu i infrastruktury: Ciprian-Constantin Șerban (PSD)
- Minister finansów: Alexandru Nazare (PNL)
- Minister sprawiedliwości: Radu Marinescu (PSD)
- Minister rolnictwa i rozwoju wsi: Florin-Ionuț Barbu (PSD)
- Minister energii: Bogdan-Gruia Ivan (PSD)
- Minister zdrowia: Alexandru Rogobete (PSD)
- Minister inwestycji i projektów europejskich: Dragoș Pîslaru (PNL)
- Minister edukacji i badań naukowych: Daniel David (PNL)
- Minister spraw zagranicznych: Oana Țoiu (USR)
- Minister środowiska, gospodarki wodnej i leśnictwa: Diana Buzoianu (USR)
- Minister pracy, rodziny, młodzieży i solidarności społecznej: Florin Manole (PSD)
- Minister gospodarki, cyfryzacji, przedsiębiorczości i turystyki: Radu-Dinel Miruță (USR)
- Minister rozwoju, robót publicznych i administracji: Attila Cseke (UDMR)
- Minister kultury: András Demeter (UDMR)